# Vauvillers (Somme)
Vauvillers is een gemeente in het Franse departement Somme (regio Hauts-de-France) en telt 278 inwoners (2004). De plaats maakt deel uit van het arrondissement Péronne.

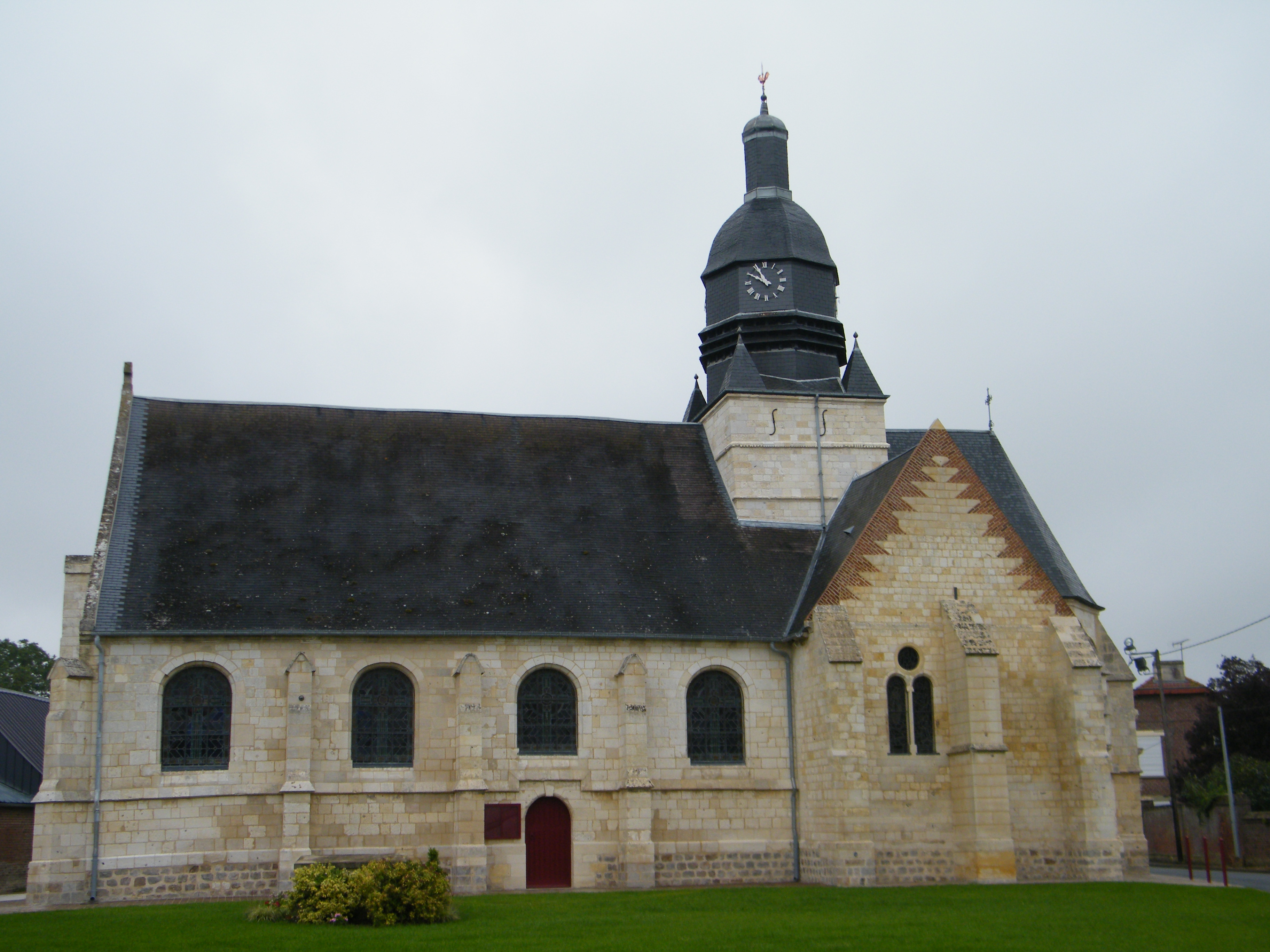
Kerk in Vauvillers
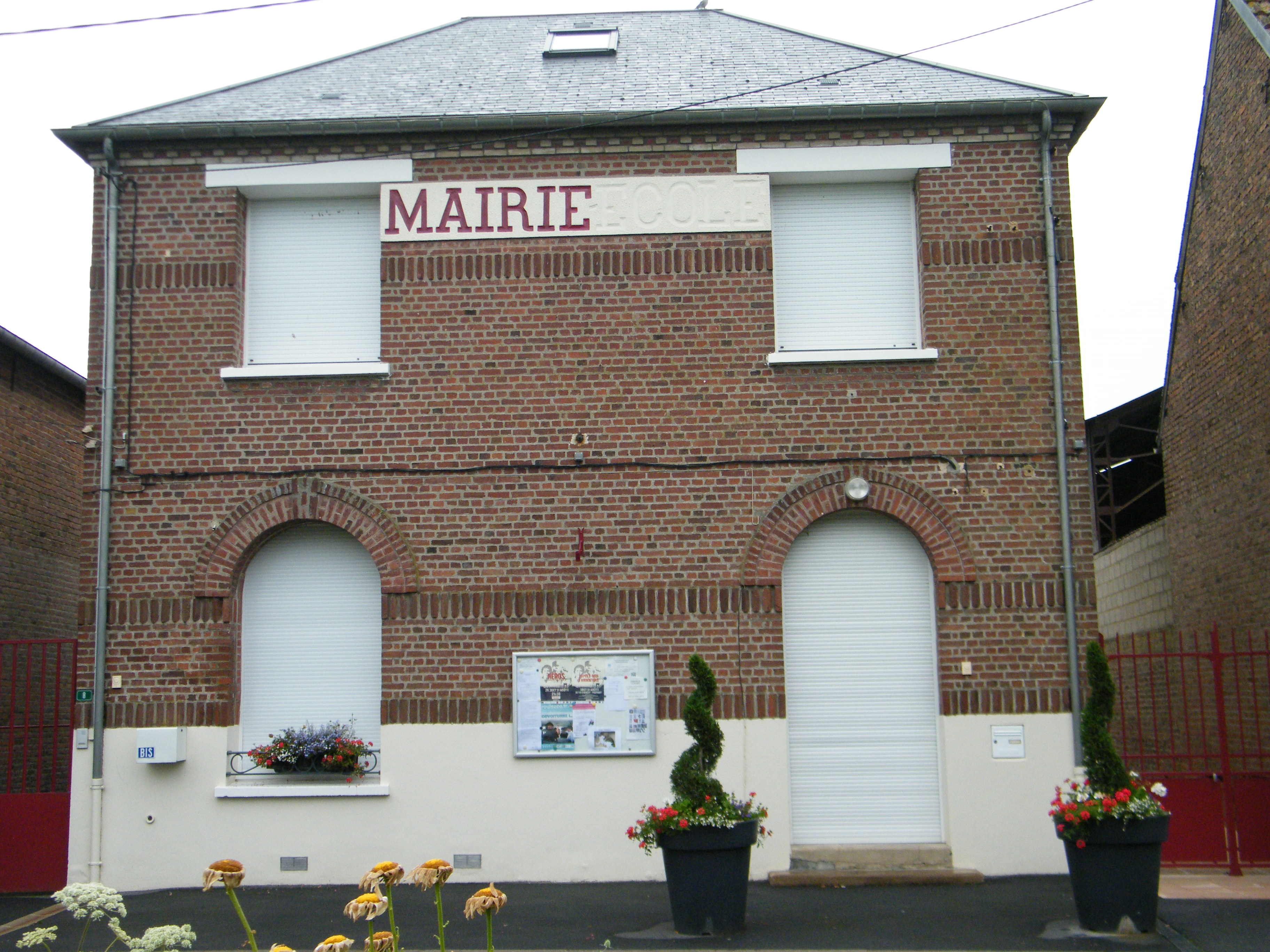
Gemeentehuis

## Geografie
De oppervlakte van Vauvillers bedraagt 6,3 km², de bevolkingsdichtheid is 44,1 inwoners per km².
De onderstaande kaart toont de ligging van Vauvillers (Somme) met de belangrijkste infrastructuur en aangrenzende gemeenten.

## Demografie
Onderstaande figuur toont het verloop van het inwonertal (bron: INSEE-tellingen).